# Griefshire
Griefshire es el tercer álbum de la banda de gothic metal Elis. Es su primer álbum conceptual, y el último antes de la muerte de Sabine Dünser.
Debido a que Sabine fue la creadora del concepto de Griefshire y la principal compositora de las canciones en él, los otros miembros decidieron, después de su muerte, liberar Griefshire en su memoria.

## Concepto
La historia del álbum cuenta con los siguientes personajes: La Madre de la Narradora (una sabia mujer, rodeada de energía positiva, que dedicó toda su vida a guiar a las personas a su redención. Una bruja benévola),  El Narrador  (el hermano menor, el cual sufre de una incapacidad permanente desde su nacimiento, un hombre muy inteligente que constantemente trata con sus dudas internas), El Hermano del Narrador (el hermano mayor, con una habilidad impresionante para ser un líder, sino que corrompe todos los habitantes del pueblo para que sean lo siguen como líder de la secta), la historia del álbum Cuenta con Los Siguientes CARACTERES: 'Madre de la narradora (un sabio y Benévolo de brujas al Estilo de una Mujer que dedicó Toda su Vida a guiar una las Personas en el SUS Maneras de la Redención),' 'El Narrador "(El Hermano Menor, Incapacidad Permanente DESDE Su Nacimiento, uN HOMBRE Muy Inteligente Que constantemente en sí refiere una Dudas SUS Internas), hermano del Narrador '(el Hermano Mayor, Con habilidad UNA Impresionante Para Ser Líder de la ONU, sino Que corrompe Todos los Habitantes del Pueblo párr Que sean Lo Siguen Como Líder de la secta), la hija del Narrador '(UNA Joven Que heredo la Sabiduría y las habilidades de Su abuela y criada FUE Por Su padre un USAR SUS Poderes Para El bien), 'el hermano de la esposa (la Esposa del Hermano Mayor y El Amor secreto de la Joven, Ella Descubre la Verdad Sobre Su Marido, Pero sí niega una DEJAR un su Lado) y "la Secta' '(Los Aldeanos, corrompido Por El Hermano Más Joven Que quería Llevar al estilo de una redención pesar de Que No podía HACER ESO). (una joven que heredó la sabiduría y las habilidades de su abuela y fue criada por su padre a usar sus poderes para el bien), 'El hermano de la esposa (la esposa del hermano mayor y el amor secreto de la joven, ella descubre la verdad sobre su marido, pero se niega a dejar a su lado) y 'la Secta (los habitantes del pueblo, corrompidos por el hermano más joven que quería llevar a la redención a pesar de que no podía hacer eso).
La primera pista del álbum, "Tales from Heaven or Hell", habla de la hija del narrador, quien, después de la muerte de su padre, decide cumplir su última voluntad: para leer su diario secreto de "descubrir la verdad sobre su origen", y arrojar sus cenizas en un pequeño pueblo desconocido. Sin embargo, ella tiene miedo de que su padre le mintió acerca de todo.
La segunda pista, "Die Stadt",describe la ciudad como parece ahora, y luego empieza a hablar un poco sobre cómo la ciudad que solía ser de acuerdo a los recuerdos del narrador.
"Show Me the Way", habla de la madre del narrador y su teoría acerca de la noción de 3x3, que, según ella, puede salvar a todos de las enfermedades. Además, explica cómo los buscadores de la verdad en busca de su sabiduría.
La cuarta pista, "Brothers", es la primera pista acerca de la relación de los dos hermanos. La canción dice que, aunque el hermano menor (el narrador) estaba en desventaja física desde que nació, su hermano mayor no lo abandona, incluso después de la muerte prematura de su madre. La canción describe el hermano mayor como un hombre que "todo el mundo sigue y escucha", debido a su capacidad de liderazgo. Por último, se habla de un "voto eterno" que los dos hermanos hicieron frente a la tumba de su madre, jurando que iban a estar juntos para siempre, y que seguirían sus pasos, sin importar lo que sucedió entonces.
La siguiente parte de la historia incluye una pista de no-álbum, aparece sólo en el " Show Me the Way" MCD: "Salvation". Narra cómo el hermano menor descubre que todo lo que siempre había temido que ya había ocurrido: su hermano mayor se había convertido en un líder de la secta, y todas las personas en el pueblo lo siguió ciegamente, porque él les prometió la redención. Él quiere dejar a su hermano mayor antes de que algo terrible sucede, y comienza a planificar la forma de hacer eso, y para recordarle la promesa que ambos hicieron a su madre, esta parte se cuenta en "Seit dem Anbeginn der Zeit".
Los dos siguientes pistas: "Remember the Promise" y "Phoenix from the Ashes", están involucrados con la gran discusión entre los dos hermanos. El primero, "Recuerda la promesa", habla de lo que el narrador dijo a su hermano para que deje antes de que sea demasiado tarde, y por qué no podía llevar a nadie a salvo a la salvación, y "fénix de las cenizas" es la respuesta de la mayor hermano, su frustración y su reacción negativa a las palabras de su hermano menor.
Mientras tanto, la esposa del hermano mayor descubre la verdad acerca de los errores de su marido y lo que podría suceder si no dejar de pretender salvar a todos. Ella se pregunta cuánto tiempo será capaz de soportar sin sufrir daño, y todos sus pensamientos se pueden escuchar en la siguiente canción, "How Long". Cuando por fin se ha decidido dejar a su marido, sus miedos detenerla, y decide quedarse con él para tratar de salvarlo. Pero es claro que, obviamente, el hermano mayor de alguna manera influyó en su decisión final (tal vez porque tenía una hija pequeña). Pulgadas inocentes corazones pulgadas habla sobre esta decisión. Sin embargo, ella todavía duda acerca de lo que ella eligió, y que espera que su marido recuerda cómo su vida juntos que solía ser antes de que se convirtió en un líder de la secta, cuando todo era belleza y pureza. La canción "These Days Are Gone" (el segundo álbum de la pista no, que figuran en el MCD) narra su fe en volver a esos tiempos maravillosos.
La historia de la pista siguiente, "Forgotten Love", tiene lugar un año después de esa decisión crucial. Ahora, el hermano menor se ha retirado de su hermano y toda la comunidad. Él pasa su tiempo en su lugar favorito en las colinas, mientras que él piensa en su amor perdido, y se preguntaba cómo está la situación en la ciudad. Recuerda sus esperanzas perdidas, sueños y buenos momentos, pero no hay nada que puede hacer.
"The Burning" es el clímax de la historia. Se habla de lo que sucedió cuando, un día por la tarde, mientras que el gasto de su tiempo pensando en las colinas, el hermano más joven miró a la ciudad y descubrió que el ayuntamiento (donde las reuniones de la secta de su hermano se llevó a cabo) estaba en llamas. Corrió tan rápido como pudo a la sala de la ciudad para tratar de salvar a todos los que pudo, pero ya era demasiado tarde: su hermano provocó de alguna manera un gran fuego, y sólo entonces la gente entiende que él no era un redentor, después de todo, y que nadie podría ser su redentor. La única persona que el hermano menor logró salvar de las llamas era hija de su hermano, a quien decidió elevar como su propia hija para enseñarle a no cometer los mismos errores que su padre hizo. Todos los demás (incluido el hermano mayor y su esposa) murió, y todo el pueblo quedó reducido a cenizas.
Ahora, diez años más tarde, después de leer la historia completa en el diario de su padre, que la joven se dio cuenta de por qué su padre le enseñó a utilizar sus habilidades sólo para el bien. Además, comprendió por qué esa ciudad oscura y se arruinó un lugar especial para su padre. 'Ashes to Ashes', leyó, la interpretación de que, como una especie de llamar a las almas perdidas que murieron en la ciudad en ese entonces estaban enviando a su padre y, algún día, que la iban a enviar, también. Sin embargo, ese no sería el final de la historia... y la pista de "A New Decade" se dice claramente.
Y la última canción (la tercera pista del álbum no aparece en la MCD), In Einem Verlassenen Zimmer, habla sobre el lugar en el que la joven descubrió toda la verdad sobre su origen, y en especial en lo que iba a suceder después de la que. La canción está tomado de un poema del mismo nombre por Georg Trakl.
El bonus track "Heaven and Hell" poco o nada tiene que ver con el concepto. Se trata simplemente de una versión de una Black Sabbath canción.

## Canciones
(Traducción al Inglés de los títulos alemanes en paréntesis)
1. "Tales From Heaven or Hell" - 4:17
2. "Die Stadt" (The City) - 4:19
3. "Show Me the Way" - 4:06
4. "Brothers" - 4:23
5. "Seit dem Anbeginn der Zeit" (Since The Beginning of Time) - 5:40
6. "Remember the Promise" - 3:24
7. "Phoenix From the Ashes" - 4:19
8. "How Long" [another version on Digipack] - 4:03
9. "Innocent Hearts" - 5:11
10. "Forgotten Love" - 4:23
11. "The Burning" - 4:43
12. "A New Decade" - 3:46
13. "Heaven and Hell" (Black Sabbath cover) [Bonus on Digipack] - 4:53

## Sencillos
- "Show Me the Way" (2007)

## Personal
- Sabine Dünser - cantando coros
- Pete Streit - guitarra s
- Chris Gruber - guitarras
- Tom Saxer - bajo, [la muerte [gruñendo | gruñe la muerte]]
- Max Naescher - batería
- Violín en "Forgotten Love" por Judith Biedermann (Sin embargo)

Concepto creado por Sabine Dünser. Todas las canciones escritas por Sabine Dünser, a excepción de "Heaven and Hell" por Ronnie James Dio. Todos los arreglos de Elis.